# Сергія Плавтіла
Сергія Плавтіла (*Sergia Plautilla, бл. 10/15  —д/н) — римська матрона часів ранньої Римської імперії.

## Життєпис
Походила з роду нобілів Октавіїв. Була донькою Гая Октавія Лената, консула-суфекта 33 року. На честь бабусі Сергії Плавтіли (доньки Луція Сергія Плавта) отримала своє ім'я.
Близько 30 року (або дещо раніше) вийшла заміж за Марка Кокцея Нерву, консула-суфекта 40 року. Мала двох дітей: майбутнього імператора Нерву та доньку Кокцею, що була дружиною Луція Сальвія Отона, консула 52 та 69 років, брата імператора Отона.